# Puerto Lempira (departementshuvudort)
Puerto Lempira är en departementshuvudort i Honduras.   Den ligger i departementet Departamento de Gracias a Dios, i den östra delen av landet, 400 km öster om huvudstaden Tegucigalpa. Puerto Lempira ligger 10 meter över havet och antalet invånare är 4 856.
Terrängen runt Puerto Lempira är platt. Havet är nära Puerto Lempira åt nordost.  Puerto Lempira är det största samhället i trakten. 